# Jarkko Nieminen
Jarkko Nieminen (født 23. juli 1981 i Masku, Finland) er en finsk tennisspiller, der blev professionel i 2000. Han har igennem sin karriere (pr. sepember 2010) vundet 1 single- og 2 doubletitler, og hans højeste placering på ATP's verdensrangliste er en 13. plads, som han opnåede i juli 2006.

## Grand Slam
Nieminen er tre gange nået frem til kvartfinaler i Grand Slam-turneringer. I US Open i 2005, i 2006 ved Wimbledon og i 2008 ved Australian Open.

## Eksterne links
- Jarkko Nieminens hjemmeside Arkiveret 27. oktober 2007 hos  Wayback Machine
- Jarkko Nieminens profil på Sports-Reference OL-resultater (arkiveret) (engelsk)
- Jarkko Nieminens profil på Olympedia (engelsk)
- Jarkko Nieminens profil hos ATP World Tour (engelsk)
- Jarkko Nieminens profil hos ITF Tennis (engelsk)
- Jarkko Nieminens profil hos Davis Cup (engelsk)
- Jarkko Nieminens profil hos ITF Tennis (engelsk)

- Wikimedia Commons har flere filer relateret til Jarkko Nieminen